# KOATUU
Clasificarea obiectelor din sistemul administrativ-teritorial al Ucrainei (KOATUU) (ucraineană Класифікатор об'єктів адміністративно-територіального устрою України, КОАТУУ), este un sistem național de standardizare stabilit de Comitetul de Stat al Ucrainei pentru Reglementări Tehnice și Protecția Consumatorilor pe 31 octombrie 1997, și care a intrat în vigoare la 1 ianuarie 1998. 
KOATUU a fost moșteni direct și a înlocuit vechiul sistem Sovietic SOATO din sistemul sovietic de standarde GOST. Nu au existat schimbări structurale majore, dar au fost unele de nomenclatură. KOATUU este numerotat ca DK 014-97 în sistemul de clasificare și codificare a informațiilor tehnico-economice și sociale din Ucraina (abreviat ca DSK TESI). Clasificarea este realizată de către Institutul de cercetări Științifice în Statistică al Comitetului de Stat de Statistică al Ucrainei. DK 014-97 (KOATUU) urmează să fie integrat în sistemul de standarde ale Organizației Internaționale de Standardizare și urmează să primească codul ISO 3166-2:UA.